# Haming
Haming (lat. Amingus; * 539; † 554) war ein fränkischer Herzog der Alamannen.
Haming wird, in Verbindung mit Butilin, als einer der Herzöge erwähnt, welche im 6. Jahrhundert das alamannische Herzogtum unter fränkischer Herrschaft verwalteten. Seine Residenz hatte er in der Villa Iburninga, dem heutigen Überlingen am Bodensee. Seine genauen Lebens- und Herrschaftsdaten sind nicht überliefert.

## Quelle
- Vita des Heiligen Gallus